# Masjid-i-Ala (Srirangapatna)
Masjid-i-Ala est une mosquée située à l'intérieur des ruines du fort de Srirangapatna près de la Porte de Bangalore, à Srirangapatna dans le district de Mandya au Karnataka en Inde. La mosquée est située à environ 15 km au nord - nord-est de Mysore.
Elle a été construite sous le règne de Tipû Sâhib en 1786-1787.

## Histoire

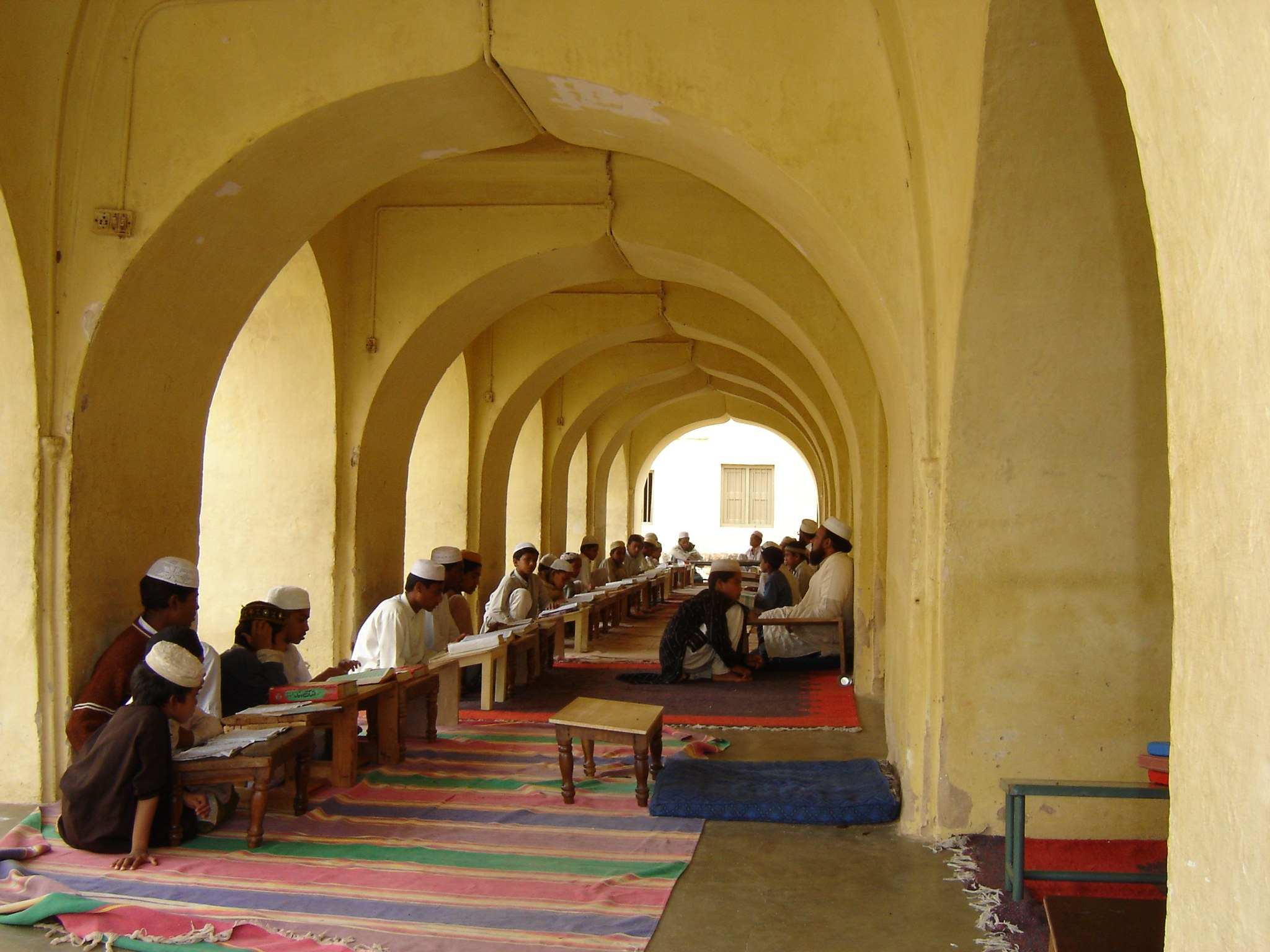
La médersa à l'intérieur de la mosquée.

Le fort de Srirangapatna aurait été construit par un souverain du royaume de Vijayanagara en 1454.
Le fort fut occupé par la dynastie des Wodeyar en 1495 et par les Marathes par la suite .
Sous le règne du Wodeyar Krishnarâja II (1734-1766), le royaume devient une force militaire puissante, mais tombe sous le contrôle du général Haidar Alî, le père de Tipû Sâhib .
En 1782, Tipû Sâhib prend le contrôle du fort et construit des fortifications . Il fait construire la mosquée entre 1786 et 1787 près de son palais ,.
Après plusieurs tentatives infructueuses, les forces britanniques, sous le commandement de Richard Wellesley, attaquent et prennent par trahison la forteresse le 4 mai 1799 . Tipû est tué dans la bataille et les Anglais traitent ensuite avec la reine Wodeyar ,,.

## Description
La mosquée est construite sur une plate-forme surélevée. Elle possède deux grands minarets constitués de trois étages octogonaux. Des galeries séparent chaque étage. Les coupoles des minarets sont en forme de bulbes.
A l'intérieur de la mosquée, la grande salle de prière est rectangulaire avec un toit plat soutenu par des arcs en plein cintre. Les minarets ainsi que les murs de la terrasse rectangulaire sont éclairés par une série d'ouvertures voûtées .
La mosquée a deux étages et contrairement aux autres mosquées, elle n'a pas de dôme. Il y a une vieille horloge installée au début du XXe siècle.
Une école coranique fonctionne dans la mosquée .

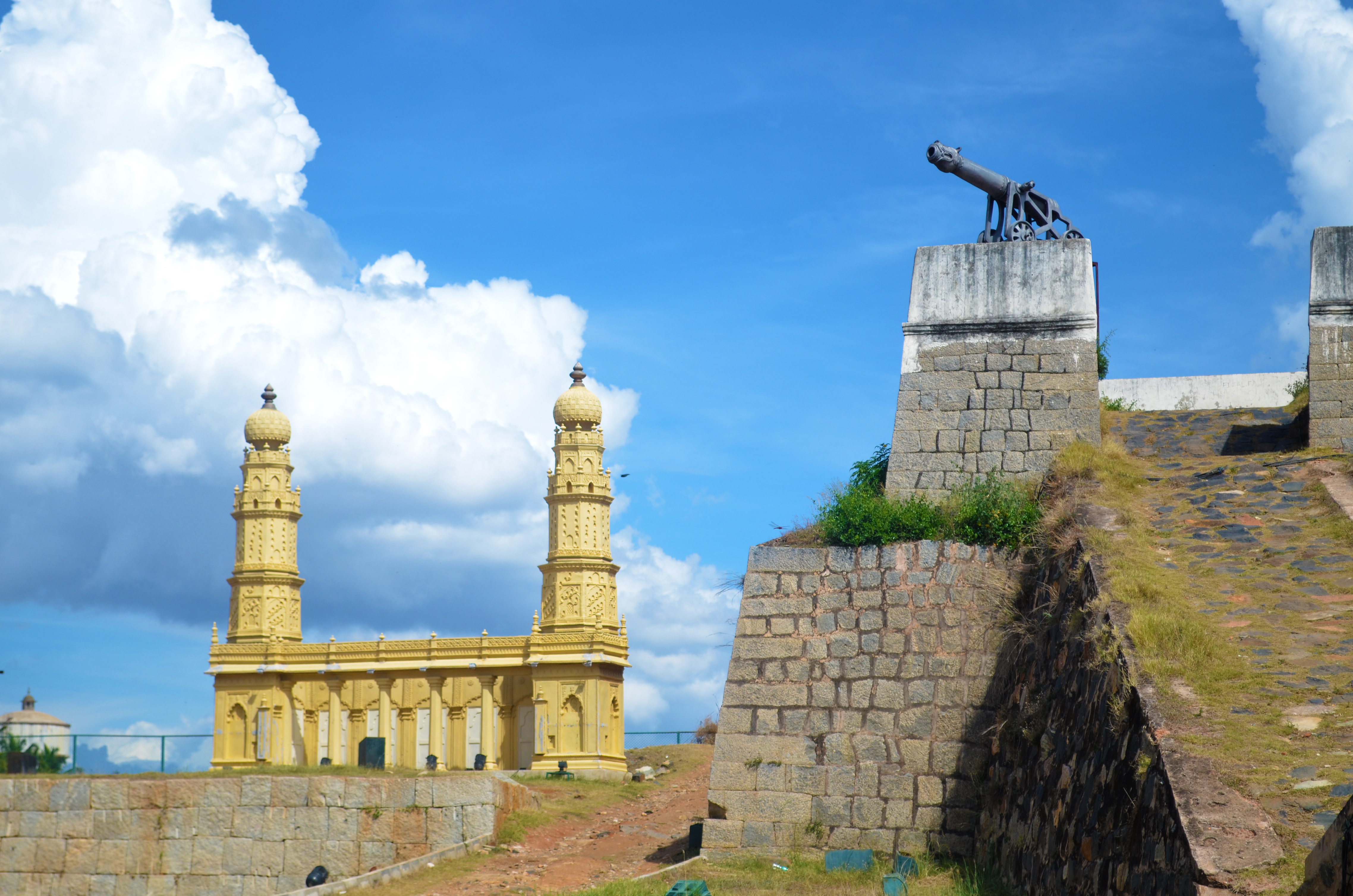
La mosquée vue du fort.